# Hubariw
Hubariw (ukr. Губарів) – wieś na Ukrainie, w obwodzie chmielnickim, w rejonie nowouszyckim. Niegdyś własność Konstantyna Mohyły.